# Мирное (Беляевский район)
Мирное (укр. Мирне) — село, относится к Беляевскому району Одесской области Украины.
Население по переписи 2001 года составляло 2443 человека. Почтовый индекс — 67652. Телефонный код — 4852. Занимает площадь 2,24 км². Код КОАТУУ — 5121084101.

## История
Немецкое село Фрейденталь основано в 1806 г. 78 семьями переселенцев из Венгрии.
В 1945 г. Указом ПВС УССР село Фрейденталь переименовано в Мирное.

## Местный совет
67652, Одесская обл., Беляевский р-н, с. Мирное, ул. Центральная, 96в